# Mtarfa
Mtarfa és un municipi de Malta, amb una població de 2.572 al març de 2014. Es va considerar que era un suburbi de Rabat fins a l'any 2000, quan es va convertir en un consell local.

## Història
L'octubre de 1973 es van descobrir a Mtarfa diverses sitges històriques.
A la Període romà, Mtarfa era un suburbi de Melite, i contenia un Temple de Prosèrpina. Les ruïnes del temple van ser destruïdes als segles XVII i XVIII i les pedres van ser reutilitzades en altres edificis. Restes substancials del mateix barri, inclosa la disposició dels carrers i moltes tombes, van sobreviure fins a finals del segle xix. El 1890, Es van començar a construir casernes militars britàniques a Mtarfa, destruint la majoria de les restes romanes en el procés.
Una capella dedicada a Santa Llúcia es va registrar per primera vegada l'any 1460, i encara es manté en peu fins avui. Actualment no s'utilitza habitualment.
L'any 1895 es va construir una torre del rellotge, ara un punt de referència destacat de Mtarfa. Durant la Primera Guerra Mundial es va construir un hospital naval, RNH Mtarfa, i ara s'ha convertit en una escola secundària estatal. el nom de Sir Temi Zammit. Els britànics van construir una capella dedicada a Sant Oswald després de la fi del món Guerra I.
Els britànics van deixar un impacte destacat en l'arquitectura més visible de la ciutat per l'edifici de la St. David's Barracks. Després que els britànics abandonessin Malta, les casernes van ser reutilitzades per a múltiples finalitats, principalment habitatge social, i la ciutat es va expandir encara més a altres zones residencials modernes. El 1988, els arquitectes Keith Cole i Joseph M. Spiteri van rebre l'encàrrec de modificar les barraques i convertir-les en habitatges per a unes 2.000 persones. Després de la finalització, van ser designats per dissenyar altres apartaments nous, com un sol edifici, en un lloc proporcionat per l'Housing Authority.